# Thomaskantor
Il Thomaskantor è il direttore artistico del Thomanerchor di Lipsia, nominato dal consiglio comunale della città.
Insieme al coro del thomaskantor, le cui origini risalgono al XIII secolo, il direttore artistico è responsabile anche della musica sacra nelle chiese della città. In particolare, ha il compito dell'attuazione dei mottetti settimanali e dell'organizzazione musicale dei servizi nella Chiesa Luterana della chiesa principale, la chiesa di San Tommaso. Collabora regolarmente con il Thomas Organist e l'Orchestra del Gewandhaus. Precedentemente i suoi compiti alla Thomasschule, musica, canto, strumentale, latino e lezioni di catechismo, andavano ben oltre l'esercizio della musica sacra. 
Dopo la riforma luterana, avvenuta dalla fine del XVI al XIX secolo, il thomaskantorat fu estremamente importante per la musica della chiesa protestante. Il suo thomaskantor più famoso fu Johann Sebastian Bach. I suoi successori nel Kantorat sono definiti fin dal 1750. Il XIX° e XX° secolo videro il rinascimento di Bach, grazie all'impulso di Felix Mendelssohn Bartholdy. Il thomaskantor era attivo dal 1553 al 1902 nella vecchia scuola di Thomas. Dal 2008 opera a Villa Thomana, nel campus didattico Forum Thomanum nel Bachviertel. L'attuale direttore è Andreas Reize, eletto nel 2021.

## Storia
Al tempo dei canonici nel monastero di San Tommaso si sono succeduti un prevosto, un priore e un custode. Dai documenti storici degli statuti si venne inoltre a conoscenza che il cantore o Figuralgesänge istruiva nel canto i novizi. Questi era  quindi responsabile in particolare del Thomas Schulmeister . Solo più tardi divenne istruttore di canto per gli studenti. Il primo rettore fu Thidericus e fu seguito da Johannes Stefanie de Orba, il cui mandato fu ininterrotto dal 1443 al 1444 da Thomas Ranstete. Fu poi la volta di Nicolaus Celer che rimase ferito nel 1494 con il suo coro durante i Vespri a causa del crollo della galleria del coro. Il primo thomaskantor fu Johannes Scharnagel.

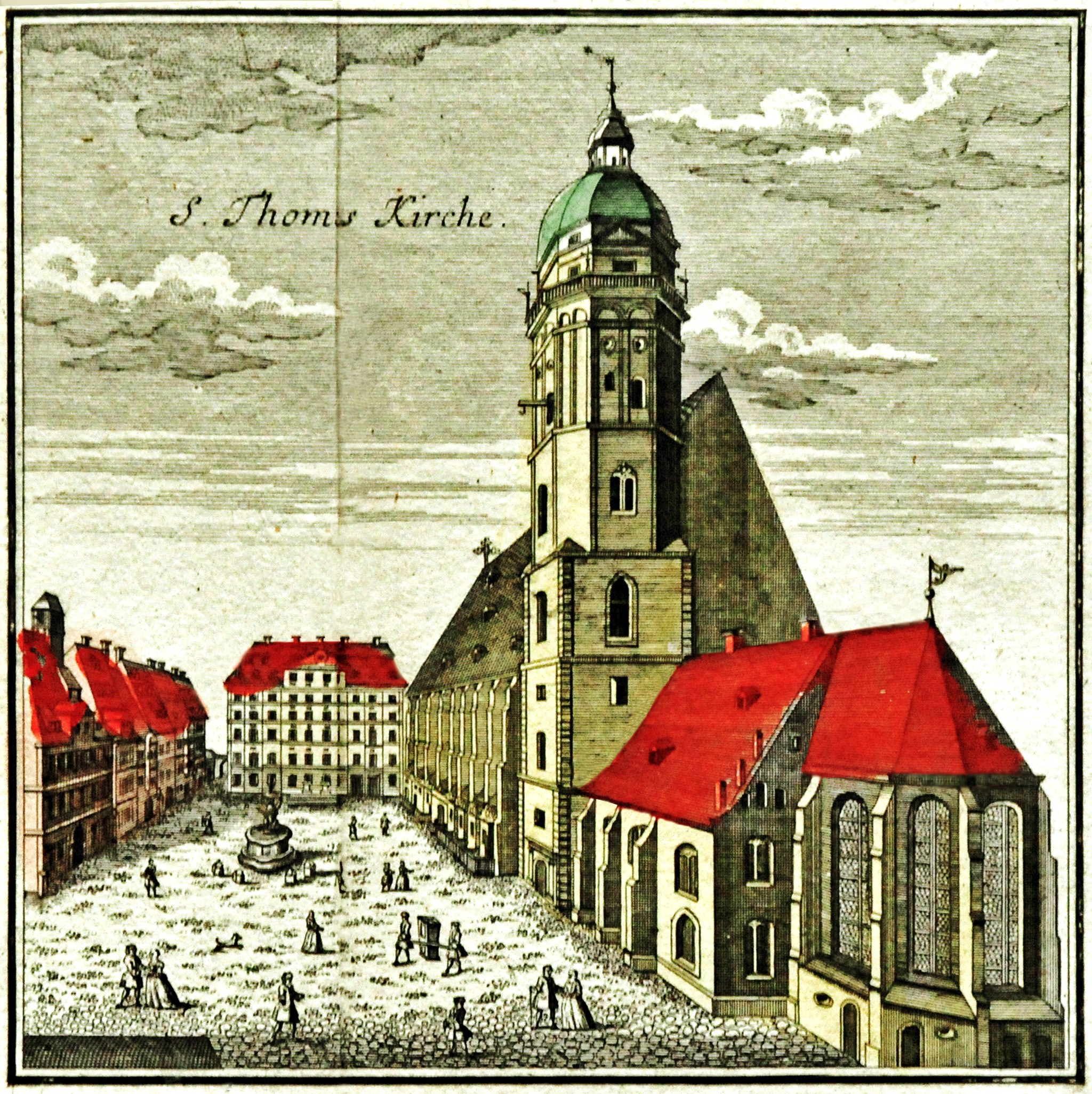
Chiesa di San Tommaso nel 1749

Durante la Riforma luterana, gli studenti della scuola di San Tommaso e il suo cantor Georg Rhau furono oggetto di notevole interesse, anche a causa della disputa di Lipsia, del 1519, avvenuta tra Martin Lutero, Andreas Karlstadt e Filippo Melantone, da un lato, e John Eck e Melchior Heger. Nel 1553 il thomaskantor ricevette il suo primo appartamento e sede definitiva, presso la Old Thomas School al Thomaskirchhof. Intorno al 1564 fu definitivamente istituzionalizzata la direzione musicale dei servizi ecclesiasti guidata da Valentin Otto, presso la chiesa di San Tommaso. Sotto la direzione di Seth Calvisius, tra il 1594 ed il 1616, l'Ufficio acquistò importanza sovraregionale e da allora fu quasi esclusivamente abitato solo da esperti musicisti. 
Il thomaskantor Johann Hermann Schein, uno dei più talentuosi musicisti della Germania centrale del XVII° secolo, si definì, direttore generale della musica. Nel corso della sua carriera, e per estensione anche nella città di Lipsia, notevole importanza assunse la musica barocca. Enorme fu il lavoro di Tobias Michael  durante la Guerra dei Trent'anni per mantenere intatta sia fisicamente che artisticamente la Thomas School. A causa della malattia di Tobias Michael, Johann Rosenmüller divenne thomaskantor, ma dovette fuggire in quanto venne accusato di un crimine contro la moralità. Dal 1657 Sebastian Knüpfer prevalse sul noto musicista Adam Krieger. Di notevole pregio furono le ricostruzioni testuali di Schelles, parole bibliche, arie madrigali, recitativi e corali, poi punto di riferimento i suoi successori. Nel 1701 Johann Kuhnau divenne thomascantor, seguito, nel 1723 da Johann Sebastian Bach, eletto all'unanimità; tuttavia, per motivi finanziari, gli altri concorrenti, tra i quali, Johann Friedrich Fasch e Christoph Graupner non ottennero incarichi. Bach fu quindi oggi il thomaskantor più importante. 

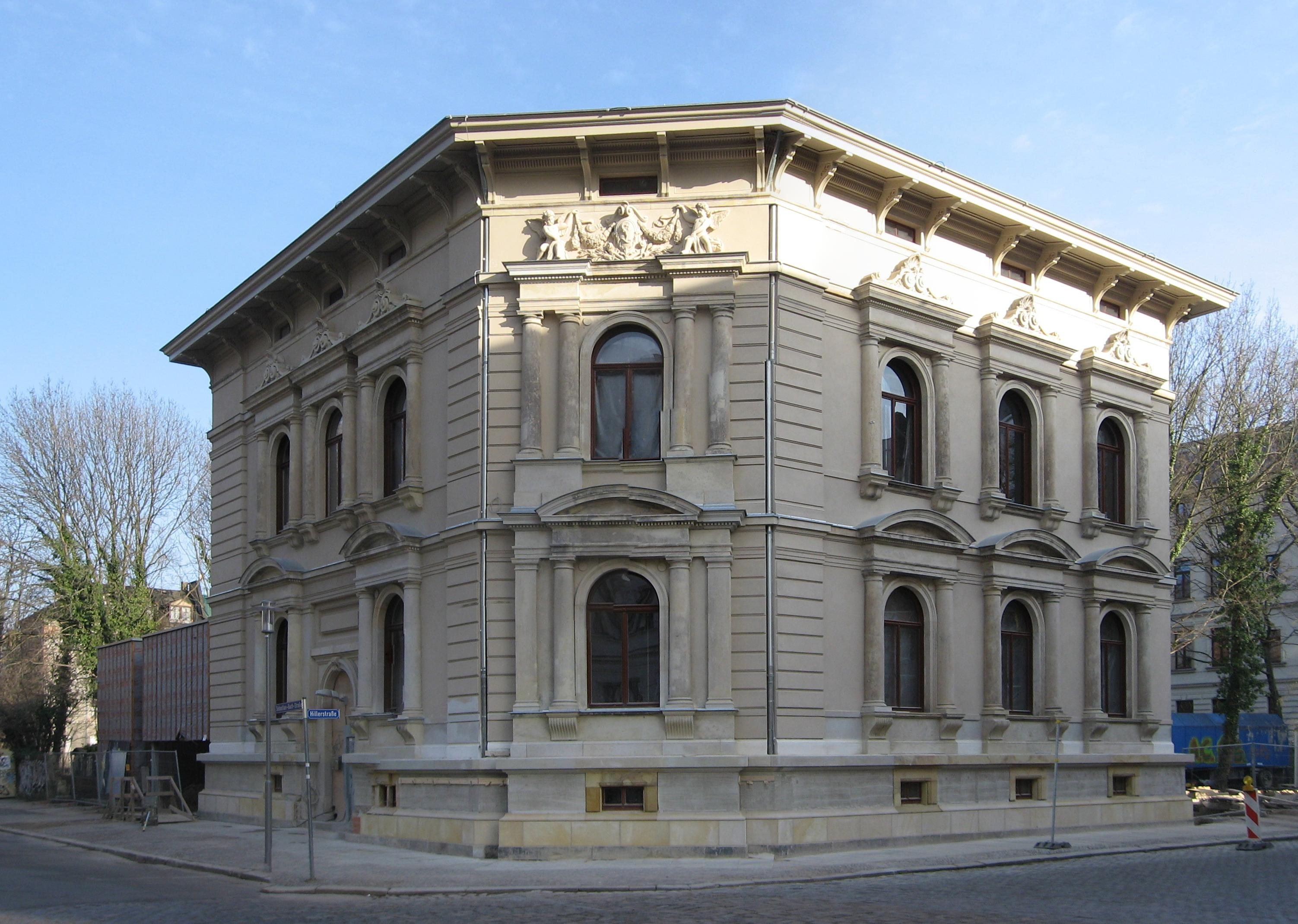
Villa Thomana, sede del thomaskantor

Nel 1892 venne eletto Albert Becker, attivo fino ad allora a Berlino, ma non entrò in carica poiché l'anno successivo, nel 1893, a causa del Kaiser Guglielmo II e la liberazione del Consiglio comunale di Lipsia, subentrò Gustav Schreck . Successivamente, nel 1918 venne eletto Karl Straube, la cui attività come maestro di cappella ha reso le cantate di Bach note oltre i confini della Germania. Il virtuoso dell'organo Günther Ramin, uno dei molti noti studenti di Straubes, guidò il coro di San Tommaso attraverso i tempi difficili del nazionalsocialismo e gli inizi della Repubblica Democratica Tedesca. Da Ramin in poi il coro non è più responsabile dei principali servizi di culto nel Nikolaikirche a Lipsia. Straube rimase in carica fino al 1939.

## Dalla Seconda guerra mondiale
A partire dal 1939 fino al 1956 subentra Günther Ramin , seguito da Kurt Thomas, fino al 1960, e da Erhard Mauersberg, fino al 1972. Infine, fino al 1991 la carica di thomascantor fu detenuta da Hans-Joachim Rotzsch.

## Tempi moderni
Dopo le dimissioni di Hans-Joachim Rotzsch nel 1991, fu nominato thomascantor Hermann Max, ma non entrò mai in carica. È stato seguito da Georg Christoph Biller. Nel 2016 c'erano quattro candidati per il 17º successore di Bach: Markus Teutschbein, Clemens Flämig, Markus Johannes Langer e Matthias Jung. Il comitato di ricerca fu favorevole a nominare un cantore provvisorio, Gotthold Schwarz.

## Elenco dei Thomaskantor
| N°                                                              | N° | Ritratto | thomaskantor                                                                                                 | Mandato           | Mandato          | Incarico svolto in precedenza |
| N°                                                              | N° | Ritratto | thomaskantor                                                                                                 | Inizio            | Fine             | Incarico svolto in precedenza |
| --------------------------------------------------------------- | -- | -------- | --- | ----------------- | ---------------- | --- |
| 1                                                               | 1  |          | Georg Rhau (1488, Eisfeld - 6 agosto 1548, Wittenberg)                                                       | 1518              | 1520             | |
| 2                                                               | 2  |          | Johannes Galliculus (1490, Dresda - 1550, Lipsia)                                                            | 1520              | 1525             | |
| 3                                                               | 3  |          | Valerian Hüffeler                                                                                            | 1526              | 1530             | |
| 4                                                               | 4  |          | Johannes Hermann (1515, Zittau - 22 aprile 1593, Freiberg)                                                   | 1531              | 1536             | |
| 5                                                               | 5  |          | Wolfgang Jünger (1517, Sayda - 4 marzo 1564, Großschirma)                                                    | 1536              | 1539             | |
| 6                                                               | 6  |          | Johannes Bruckner                                                                                            | 1539              | 1540             | |
| 7                                                               | 7  |          | Ulrich Lange († 1549, Lipsia)                                                                                | 1540              | 1549             | |
| 8                                                               | 8  |          | Wolfgang Figulus (1525, Naumburg - 1589, Meißen)                                                             | 1549              | 1551             | |
| 9                                                               | 9  |          | Melchior Heger (1522 Most, 1568)                                                                             | 1553              | 1564             | |
| 10                                                              | 10 |          | Valentin Otto (1529, Markkleeberg - aprile 1594)                                                             | 1564              | 1594             | |
| 11                                                              | 11 |          | Sethus Calvisius (21 febbraio 1556, Gorsleben - 24 novembre 1615, Lipsia)                                    | 1594              | 1615             | |
| 12                                                              | 12 |          | Johann Hermann Schein (20 gennaio 1586, Grünhain - 19 novembre 1630, Lipsia)                                 | 1615              | 19 novembre 1630 | Hofkapellmeister a Weimar (1615–1616) |
| 13                                                              | 13 |          | Tobias Michael (13 giugno 1592, Dresda - 26 giugno 1657, Lipsia)                                             | 1631              | 26 giugno 1657   | Hofkapellmeister a Sondershausen (1619–1630) |
| 14                                                              | 14 |          | Sebastian Knüpfer (6 settembre 1633, Asch - 10 ottobre 1676, Lipsia)                                         | 1657              | 10 ottobre 1676  | |
| 15                                                              | 15 |          | Johann Schelle (6 settembre 1648, Geising - 10 marzo 1701, Lipsia)                                           | 1677              | 10 marzo 1701    | Direttore musicale dell'Università di Lipsia (1679–1701) Thomasorganista di Lipsia |
| 16                                                              | 16 |          | Johann Kuhnau (6 aprile 1660, Geising - 5 giugno 1722, Lipsia)                                               | 1701              | 5 giugno 1722    | Direttore musicale dell'Università di Lipsia (1700-1701) |
| 17                                                              | 17 |          | Johann Sebastian Bach (21 marzo 1685, Eisenach - 28 luglio 1750, Lipsia)                                     | 5 maggio 1723     | 28 luglio 1750   | Organista di corte e maestro di concerto di Guglielmo Ernesto di Sassonia-Weimar presso la corte ducale di Weimar dal 1708 al 1717 e Maestro di cappella presso la corte del principe Leopoldo dal 1717 al 1723. |
| Dal 1750 vengono numerati i successori di Johann Sebastian Bach |    |          | |                   |                  | |
| 18                                                              | 1  |          | Johann Gottlob Harrer (1703, Görlitz - 9 luglio 1755, Karlsbad)                                              | 1750              | 9 luglio 1755    | |
| 19                                                              | 2  |          | Johann Friedrich Doles (23 aprile 1715, Steinbach-Hallenberg - 8 febbraio 1797, Lipsia)                      | 1756              | 1789             | Direttore musicale dell'Università di Lipsia (1770–1778) |
| 20                                                              | 3  |          | Johann Adam Hiller (25 dicembre 1728, Wendisch-Ossig, oggi Osiek Łużycki a Görlitz - 16 giugno 1804, Lipsia) | 1789              | 1801             | Hiller è stato kapellmeister dal 1781 al 1785 della orchestra del Gewandhaus di Lipsia. |
| 21                                                              | 4  |          | August Eberhard Müller (13 dicembre 1767, Northeim - 3 dicembre 1817, Weimar)                                | 1801              | 1810             | Müller è stato kapellmeister della corte del Granduca di Sassonia a Weimar, dal 1810 al 1817. |
| 22                                                              | 5  |          | Johann Gottfried Schicht (29 settembre 1753, Reichenau - 16 febbraio 1823, Lipsia)                           | 1810              | 16 febbraio 1823 | Direttore musicale dell'Università di Lipsia (1808–1810) |
| 23                                                              | 6  |          | Christian Theodor Weinlig (25 luglio 1780, Dresda - 7 marzo 1842, Lipsia)                                    | 1823              | 7 marzo 1842     | Christian Theodor Weinlig fu cantore alla Kreuzkirche di Dresda dal 1814 al 1817. |
| 24                                                              | 7  |          | Moritz Hauptmann (13 ottobre 1792, Dresda - 3 gennaio 1868, Lipsia)                                          | 1842              | 3 gennaio 1868   | Violinista nell'Orchestra di corte di Dresda dal 1812 al 1815. Architetto. |
| 25                                                              | 8  |          | Ernst Friedrich Richter (24 ottobre 1808, Großschönau - 9 aprile 1879, Lipsia)                               | 1868              | 9 aprile 1879    | Direttore musicale dell'Università di Lipsia (1843–1847) |
| 26                                                              | 9  |          | Wilhelm Rust (15 agosto 1822, Dessau - 2 maggio 1892, Lipsia)                                                | 1880              | 2 maggio 1892    | Thomasorganista di Lipsia (1878–1880) |
| 27                                                              | 10 |          | Gustav Schreck (8 settembre 1849, Zeulenroda - 22 gennaio 1918, Lipsia)                                      | 1893              | 22 gennaio 1918  | |
| 28                                                              | 11 |          | Karl Straube (6 gennaio 1873, Berlino - 27 aprile 1950, Lipsia)                                              | 1918              | 1939             | Thomasorganista di Lipsia (1903–1918) |
| 29                                                              | 12 |          | Günther Ramin (15 ottobre 1898, Karlsruhe - 27 febbraio 1956, Lipsia)                                        | 1939              | 27 febbraio 1956 | Thomasorganista di Lipsia (1919–1939) Capo del Coro Filarmonico di Berlino (1935-1943) |
| 30                                                              | 13 |          | Kurt Thomas (25 maggio 1904, Tönning - 31 marzo 1973, Bad Oeynhausen)                                        | 1957              | 1960             | |
| 31                                                              | 14 |          | Erhard Mauersberger (29 dicembre 1903, Mauersberg bei Marienberg - 11 dicembre 1982, Lipsia)                 | 1961              | 1972             | |
| 32                                                              | 15 |          | Hans-Joachim Rotzsch (25 aprile 1929, Lipsia - 25 settembre 2013)                                            | 1972              | 1991             | Direttore musicale dell'Università di Lipsia (1963–1973) |
| 33                                                              | 16 |          | Georg Christoph Biller (20 settembre 1955, Nebra - 27 gennaio 2022, Lipsia)                                  | 1992              | 2016             | |
| 34                                                              | 17 |          | Gotthold Schwarz (12 agosto 1952, Zwickau - )                                                                | 9 giugno 2016     | 2021             | Insegnante alla Hochschule für Musik "Felix Mendelssohn Bartholdy" |
| 35                                                              | 18 |          | Andreas Reize (19 maggio 1975, Soletta - )                                                                   | 11 settembre 2021 | in carica        | Primo Thomaskantor cattolico e svizzero |